# Luís Miguel Rocha
Luís Miguel Rocha (Oporto, 14 de febrero de 1976-Viana do Castelo, 26 de marzo de 2015) fue un escritor, guionista de televisión y productor televisivo portugués. Fue el bestseller para el New York Times en 2009.
Rocha nació en Oporto pero se crio en Viana do Castelo. Antes de publicar su primera novela, Rocha escribió y produjo televisión en Londres. La segunda novela de Rocha, El último Papa, fue publicada en 2006 y que publicó más de medio millón de ejemplares en todo el mundo. La novela estudia las teorías conspiratorias sobre la muerte del papa Juan Pablo I. Bala santa, su tercera novela fue publicado en 2007. Una Mentira Sagrada suponía el tercer libro de la serie vaticana que cerraba A Filha Do Papa en 2013.
Rocha murió el 26 de marzo de 2015 después de una larga enfermedad.

## Obras
- 2005 - Um País Encantado, ISBN 972-731-176-8
- 2006 - El último Papa (O Último Papa), ISBN 978-972-8839-69-7
- 2007 - Bala Santa, ISBN 978-989-8134-00-4
- 2009 - A Virgem, ISBN 978-989-8185-19-8
- 2011 - Una Mentira Sagrada, ISBN 978-972-0-04325-2
- 2013 - A Filha do Papa, ISBN 978-972-0-04411-2
- 2016 - Curiosidades do Vaticano, ISBN 978-972-0-04811-0 (Póstumo)
- 2018 - A Resignação, ISBN 978-972-0-03092-4 (Póstumo)